# Tijolo refractário
O tijolo refratário é um tipo de tijolo que é feito com materiais refratários, como por exemplo o silicato de alumínio, quartzito, sílica, magnesite, cromite, entre outros. Devido à alta temperatura a que estes tijolos são cozidos faz deles muito resistentes ao calor; por esse facto são muito utilizados na construção de fornos e chaminés.
1. ↑  Refratários, Adimil. «Quanto custa o tijolo refratário». Adimil Refratários. Consultado em 22 de abril de 2021